# Ematurga latelineata
Ematurga latelineata är en fjärilsart som beskrevs av Ceslau Maria de Biezanko. Ematurga latelineata ingår i släktet Ematurga och familjen mätare. Inga underarter finns listade i Catalogue of Life.